# Казталовски район
Казталовски район (на казахски: Казталовка ауданы) е съставна част на Западноказахстанска област, Казахстан, обща площ 19 570 км2 и население 28 827 души (по приблизителна оценка към 1 януари 2020 г.). Административен център е село Казталовка.